# Schöppingen

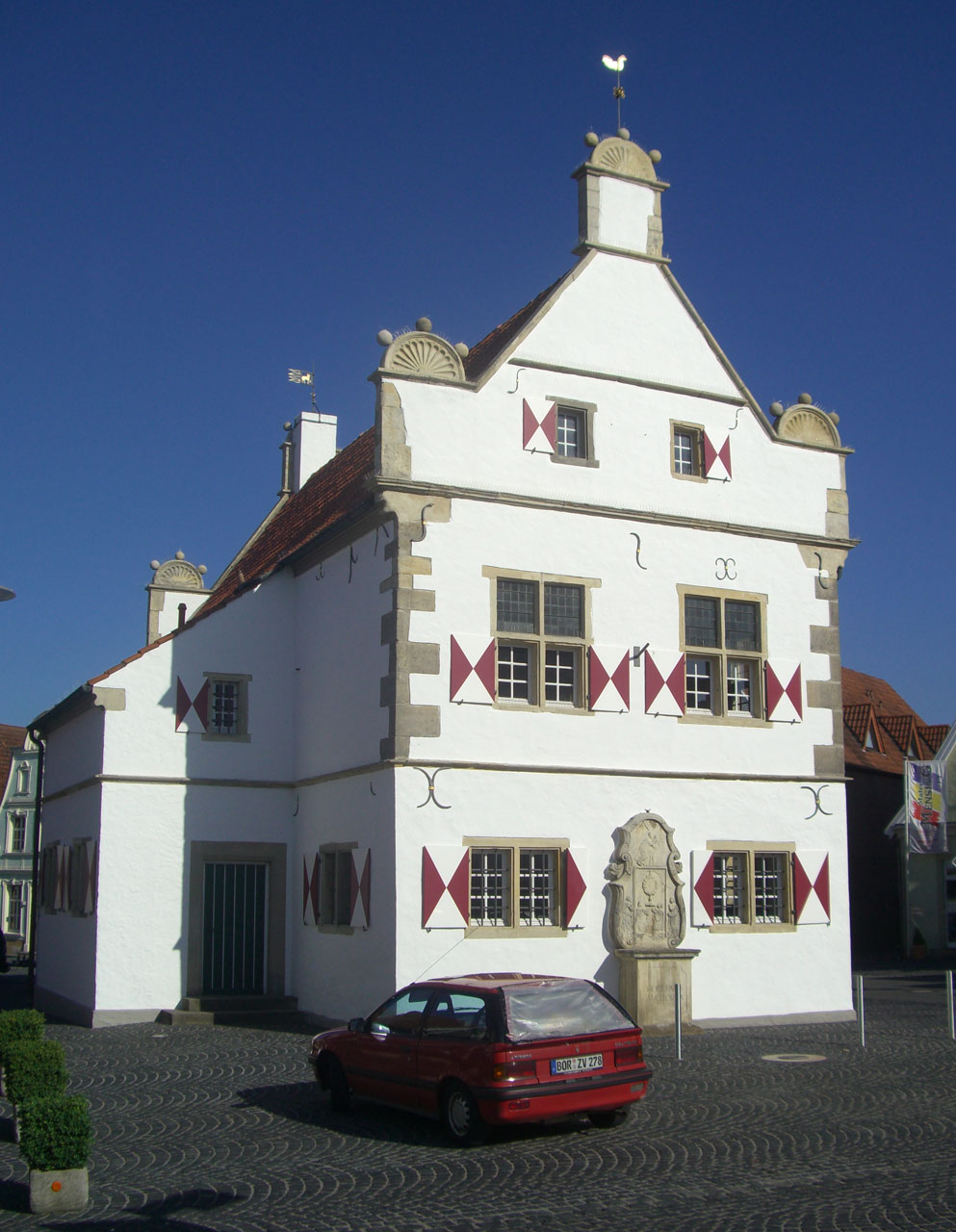
Het uit 1583 daterende raadhuis van Schöppingen (2010)

Schöppingen is een Duitse gemeente, gelegen in het westelijke deel van het Münsterland in het noordwesten van de deelstaat Noordrijn-Westfalen en behoort tot de Kreis Borken in het Regierungsbezirk Münster. De gemeente telt 6.759 inwoners (31 december 2020).
Het gemeentegebied bedraagt 68,9 km² en dit is zeer groot in verhouding tot het geringe inwonersaantal. Met een gemiddelde leeftijd van 34,7 jaar was Schöppingen tot 2021 de jongste gemeente van de Kreis Borken. Men dient er echter rekening mee te houden, dat de bewoners van het asielzoekerscentrum, onder wie veel twintigers, volgens de Duitse wetgeving in een bevolkingsstatistiek als inwoners van de gemeente moesten worden meegeteld. Omdat de bezetting van dit AZC tussen 500 en 1.500 mensen kon variëren, schommelde het officiële bevolkingscijfer van de gemeente mee.
Volgens de ontwerp-begroting van de gemeente voor 2020, had deze per 1 januari 2019 6.820 inwoners; per 25 november 2019, volgens een iets afwijkende telmethode, 7.060, onder wie 1.083 buitenlanders. Van deze laatsten zullen verreweg de meesten  op die peildatum in het eind 2021 gesloten AZC hebben verbleven.

## Indeling van de gemeente

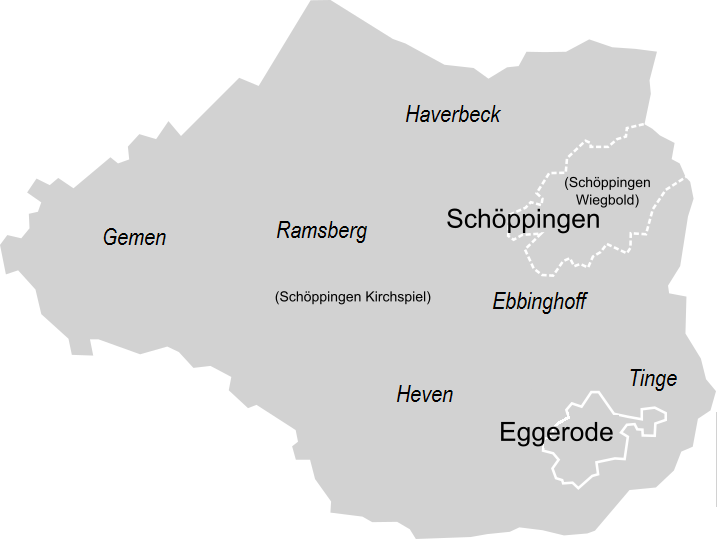
Schöppingen en zijn gehuchten
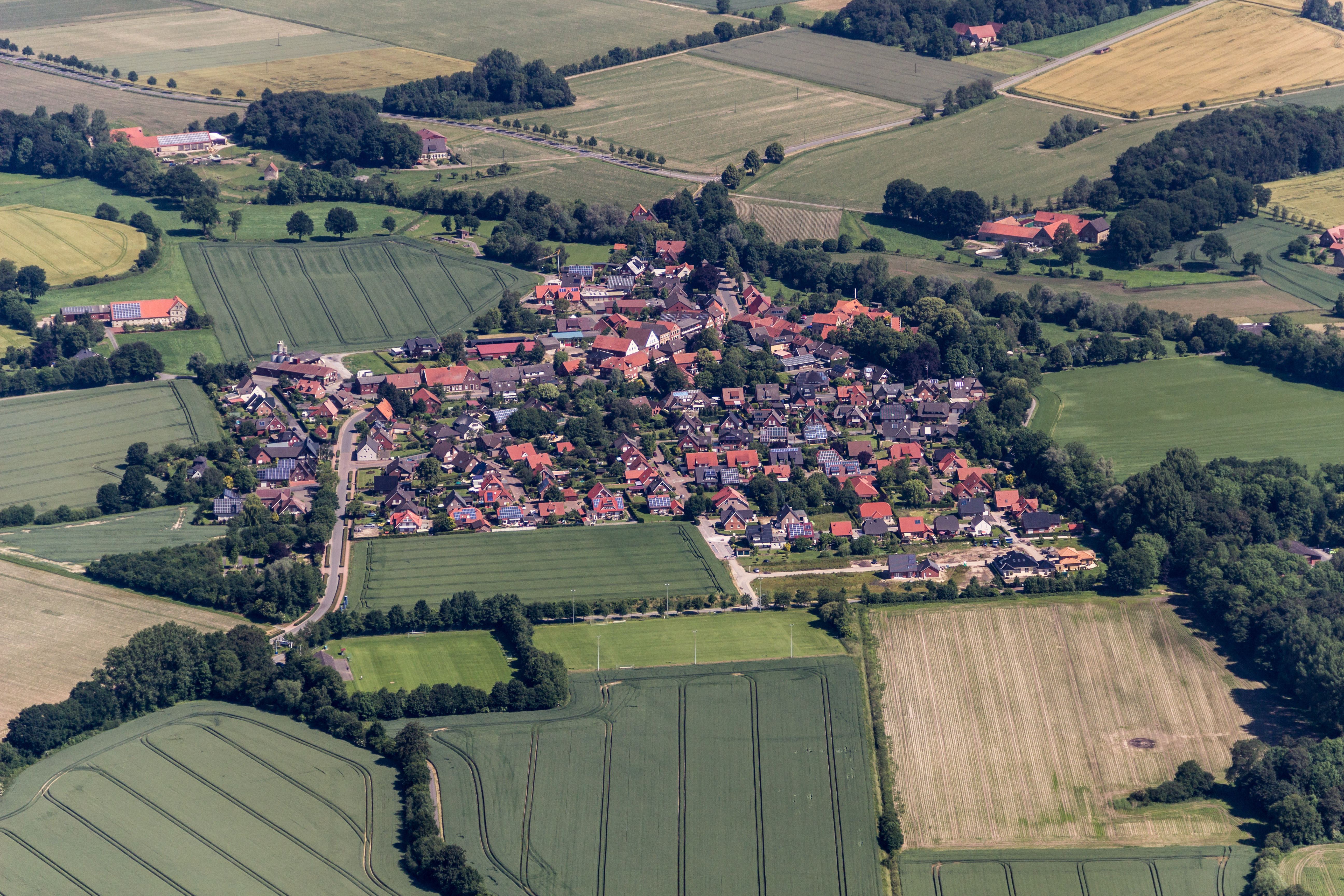
Luchtfoto Eggerode

Tot de gemeente Schöppingen behoort :
- Schöppingen-Wigbold (de bebouwde kern)
- Eggerode, een Maria-bedevaartoord ten zuiden van Schöppingen.

Daarnaast wordt het landelijke gedeelte van de gemeente onderverdeeld in 6 gehuchten of buurschappen (Bauerschaften), zie bovenstaand plattegrondje. Tot aan de gemeentelijke herindeling van 1969 was dit landelijke gebied, evenals Eggerode, een aparte kerspelgemeente, zoals in Nederland vroeger ook het geval was met Stad Delden en het omringende Ambt-Delden.

## Ligging, verkeer, vervoer
De gemeente Schöppingen ligt in het noorden van de landkreis Borken, dicht bij de zogenaamde 'drielandenhoek' waar de Kreis Borken samenkomt met Coesfeld en Steinfurt.

### Buurgemeentes
| Aangrenzende gemeenten | Aangrenzende gemeenten | Aangrenzende gemeenten | Aangrenzende gemeenten | Aangrenzende gemeenten |
| ---------------------- | ---------------------- | ---------------------- | ---------------------- | ---------------------- |
| Heek                   |                        | Metelen                |                        |                        |
|                        |                        |                        |                        |                        |
|                        | Horstmar               |                        |                        |                        |
|                        |                        |                        |                        |                        |
| Legden                 |                        | Rosendahl              |                        |                        |

### Wegverbindingen
Circa 13 km ten westen van Schöppingen, bij Heek, is afrit 31 van de Autobahn A31 Oost-Friesland-Ruhrgebied. Deze afrit ligt circa 20 km ten zuidoosten van Enschede.
Zowel Heek (12 km west-noordwestelijk) als Metelen (ca. 6 km noordelijk van Schöppingen) liggen aan de Bundesstraße 70.

### Openbaar vervoer
Schöppingen ligt op meer dan 10 km ten  zuidwesten van Burgsteinfurt, waar zich het dichtstbijzijnde spoorwegstation bevindt, aan de spoorlijn van Enschede via Gronau naar Münster.
De plaats is via enige streekbuslijnen verbonden met o.a. Coesfeld, Vreden (via Ahaus) en Münster (via Horstmar).

### Waterlopen
De plaats ligt aan de 167 km lange rivier de Vecht die in Eggerode uit de samenloop van de Burloer Bach en de Rokeler Bach ontstaat en die in Nederland in het Zwarte Water uitkomt.

### Schöppinger Berg
Ten oosten van Schöppingen ligt de Schöppinger Berg, een uitloper van de Baumberge en met 154 m het hoogste punt van de landkreis Borken.
Vanuit Oost-Nederland is de straat over deze heuvel de dichtstbij zijnde sterk stijgende weg. Veel fietstoeristen en amateurwielrenners uit onder andere Twente nemen deze route op in hun trainingsparcours.
Op de Schöppinger Berg staat een 74 m hoge zendmast voor mobiele telefonie, op iets minder dan 2 km  ten noordwesten van de meest zuidoostelijke top van deze heuvel. De zendmast staat circa 1,3 km  ten noordoosten van het centrum van Schöppingen. De voet van de toren staat op een hoogte van 139,7 meter boven zeeniveau. Deze zendmast is voorzien van een uitzichtplatform, dat onder bepaalde voorwaarden vrij toegankelijk is.
In 1992 werd daar dichtbij een, niet voor het publiek toegankelijke, 137 m hoge radiozendmast gebouwd in een gewapend-betonconstructie. Hij staat bijna 1 km  ten noord-noordwesten van de meest zuidoostelijke top van deze heuvel. De zendmast staat circa 2 km  ten oost-noordoosten van het centrum van Schöppingen. De voet van de toren staat op een hoogte van 150 meter boven zeeniveau.  Ook staan op de nagenoeg boomloze heuveltop verscheidene windturbines.

## Geschiedenis en economie
In de Saksische oorlogen (772-804) veroverden de legers van Karel de Grote ook het Münsterland. Op afstanden van een dagmars werden militaire steunpunten opgericht ter plaatse van koninklijke domeinhoven en werden kerken gebouwd. Ze werden gewijd aan Frankische heiligen. De kerk die tussen circa 785 en 792 in Schöppingen werd gesticht, was daarom gewijd aan de heilige Brixius of Brictius, de opvolger van Sint-Maarten als bisschop van Tours (397-444). In deze tijd startte de missie in het Münsterland door de heilige Liudger.
De Schöppinger kerk werd op een veroverde Saksische burcht gebouwd. Aan de voet ontspringt een bron, de "Welle". Mogelijk was dit voor de kerstening een Saksische cultus- of dingplaats. De eerste kerk mat circa 8x15 meter en was waarschijnlijk al uit steen opgetrokken. Toen Liudger op 30 maart 805 tot eerste bisschop van Münster werd gewijd, werd de Schöppinger kerk tot parochiekerk verheven. Deze Brictiuskerk kwam buiten de latere stadsomwalling te liggen.
Schöppingen wordt voor het eerst genoemd in een keizerlijke oorkonde uit juni 838, toen keizer Lodewijk de Vrome kerken van Reni (Rheine), Wateringas (Wettringen) en Stochheim in de gouw Scopingus (Schöppingen) aan het klooster Herford schonk. 

In 1151 wordt Eggerode voor het eerst in een document genoemd. Dit dorp kreeg nog in de 12e eeuw een parochiekerk, waarvan de toren een soortgelijke trapgevel heeft als de Schöppinger Brictiuskerk; in de vroege 14e eeuw werd het een bedevaartkerk. Het als wonderdadig beschouwde Mariabeeld (Gnadenbild) wordt niet in de bedevaartkerk, de Marienkirche (Maria-Geboortekerk), maar in een aparte kapel, de Gnadenkapelle bewaard. Deze werd in 1843 vervangen door een groter gebouw. Een plaatselijk edelman, Ritter von Ekkenroth, genannt Stryck, zou het beeld in de tijd van de kruistochten hebben verkregen. Eggerode werd in 1338 reeds door de paus als bedevaartsoord erkend.
Rond 1100 vernieuwde men de St.Brictiuskerk (mogelijk werd in die tijd de toren al van de markante trapgevel voorzien) en rond 1390 bouwde men behalve de karolingische kerkburcht de stad Schöppingen met stadsmuur en stadsgracht, 2 torens en een raadhuis; in 1435 werd Schöppingen in een document als stad aangeduid. Van rond 1340 tot 1396 heeft er een door de graven van Solms bewoond kasteel met de naam Övelgönne  gestaan.
In 1453 werd Schöppingen tijdens een burgeroorlog, de Münsterische Stiftsfehde zwaar beschadigd. De Sint-Brictiuskerk brandde grotendeels af, maar werd in de jaren daarna groter en fraaier herbouwd en met een kostbare inventaris uitgerust.
Rond 1534 was Schöppingen korte tijd een centrum van radicale Wederdopers. De gebroeders Berend en Heinrich Krechting kwamen er vandaan. Heinrich was, voordat hij zich tot het anabaptisme bekeerde, zelfs enige tijd burgemeester van Schöppingen en gograaf (voorzitter van de regionale rechtbank).
In de Spaans-Nederlandse oorlog (1566-1609) en de Dertigjarige Oorlog (1618-1648) werd Schöppingen bijna totaal verwoest.
In 1636 werd de streek door een pestepidemie geteisterd. Ter gedachtenis hieraan werd in de buurschap Gemen een pestkapel opgericht. Jaarlijks wordt hier nog steeds op 17 januari een plechtige mis gevierd ter ere van St. Antonius Abt, aan wie de kapel gewijd is. 
In 1703 werd de stadsomwalling verwijderd. Na 1766 noemde het door nieuwe oorlogen en ziektes verarmde Schöppingen zich geen stad meer. In 1819 vielen ook de twee overgebleven stadspoorten ten offer aan de slopershamer.
In de Tweede Wereldoorlog bleef Schöppingen voor grote verwoestingen gespaard. wel moest het plaatsje in de jaren direct na de oorlog 1.500 Heimatvertriebene onderbrengen in een nieuwe woonwijk. In 1956 was het aantal protestanten in het tot dan toe nagenoeg uitsluitend rooms-katholieke Schöppingen zodanig toegenomen, dat er een luthers kerkje, gewijd aan de apostel Johannes, werd gebouwd. 
Tot ca. 1950 was Schöppingen een volledig door de landbouw gekenmerkte gemeente. Daarna werd deze bedrijfstak door schaalvergroting en mechanisatie veel minder arbeidsintensief, waardoor boeren wegtrokken of ander werk gingen zoeken. In de gehele- dunbevolkte- regio ligt de nadruk nog steeds op de landbouw en sedert omstreeks 1980 vooral op de intensieve varkens- en pluimveehouderij. Dit komt tot uiting in het stadswapen bestaande uit een groene achtergrond met een wit schaap op de voorgrond. Het groen vormt de terugkoppeling naar de landbouw, het schaap naar de veeteelt, alhoewel het ook mogelijk is, dat de plaatsnaam Schöppingen van een oud woord voor schaap is afgeleid.

### Nederlandse militaire aanwezigheid
In het begin van de jaren 60 kreeg Schöppingen te maken met een aantal veranderingen. Ter versterking van de NAVO-luchtverdediging begon in 1959 de opbouw van de geleide wapengordel in Centraal-Europa en werden vijf Groepen Geleide Wapens (GGW's) opgericht in de toenmalige Bondsrepubliek Duitsland. De 2e Groep (2GGW, later 12GGW) bestond uit vier operationele geleide-wapeneenheden of squadrons, die waren uitgerust met de door de Verenigde Staten ter beschikking gestelde Nike Hercules luchtdoelraketten; het Nederlandse 220e squadron was een van de vier operationele eenheden en werd in 1963 gelegerd in Schöppingen. De komst van de Nederlandse en Amerikaanse militairen en hun gezinnen betekende een welkome economische impuls. In september 1985, bijna 3 jaar na het begin van de terugtrekking van de militairen, had Schöppingen 6189 inwoners waarvan 877 Nederlandse en Amerikaanse. In 1987 werd door defensiebezuinigingen de Nederlandse basis van het 220e squadron voorgoed gesloten. In 1991 werd de voormalige kazerne een asielzoekerscentrum. Dit is per 31 december 2021 gesloten; de bewoners, overwegend vluchtelingen, zijn in 2021 elders ondergebracht. De gebouwen maken plaats voor een nieuw woongebied of bedrijventerrein.  Veel van de voormalige dienstwoningen van de beroepsmilitairen worden nu door woonforensen bewoond, die een werkkring in de stad Münster of zelfs in het Ruhrgebied hebben.

## Bezienswaardigheden, cultuur

### Kerkelijke kunst, religie, bedevaarten
- De St. Brictius- of Brixiuskerk te Schöppingen met fraai 15e-eeuws altaarstuk
- De Maria-Geboortekerk te Eggerode werd gebouwd in de 12e eeuw en ingrijpend uitgebreid in 1739.
- De Gnadenkapelle (1843) naast de Maria-Geboortekerk te Eggerode met het wonderdadige, 70 cm grote, Maria als Koningin des Hemels, met het eveneens gekroonde kindje Jezus op schoot voorstellende,  Mariabeeld. Het beeld is mogelijk te Constantinopel in de 12e eeuw vervaardigd. De bedevaarten trekken jaarlijks circa 60.000 à 70.000 pelgrims.
- De Schöppinger bergkapel werd na 1707 op initiatief van pastor Jacob Anton Volbier gesticht. Deze werd in 1709 vicaris en in 1716 pastoor in Schöppingen. Het altaar stamt uit 1720 en werd gemaakt door Albert Everding in barokstijl. Het toont een madonna met kind op een maansikkel, met aan de zijden Sint-Jozef en de heilige Antonius van Padua die ook een Jezuskind dragen. De kapel is ook aan deze twee heiligen gewijd.
- De Pestkapelle van Schöppingen-Gemen
- Talrijke andere kapelletjes en wegkruisen

### Overige bezienswaardigheden
- Het oude raadhuis, gebouwd in 1583 in zgn. Münsterlandse renaissancestijl, met markante luiken op de witgepleisterde gevel heeft binnen een fraaie raads- of feestzaal. Deze is alleen van binnen te bekijken voor bezoekers van de daar regelmatig gehouden klassieke-muziekavonden (waar soms musici van wereldklasse optreden) of voor wie in Schöppingen woont en er in het huwelijk wil treden.
- De Schöppinger Berg (zie hierboven); het landschappelijk mooiste gedeelte van de heuvel is de noordhelling, waar ook enig bos groeit, bij Leer, gemeente Horstmar.
- Schöppingen ligt in het Münsterland. In deze regio wordt het fietstoerisme sterk bevorderd. Er lopen verscheidene langeafstandsfietsroutes door of langs Schöppingen.

### Kunstenaarsdorp

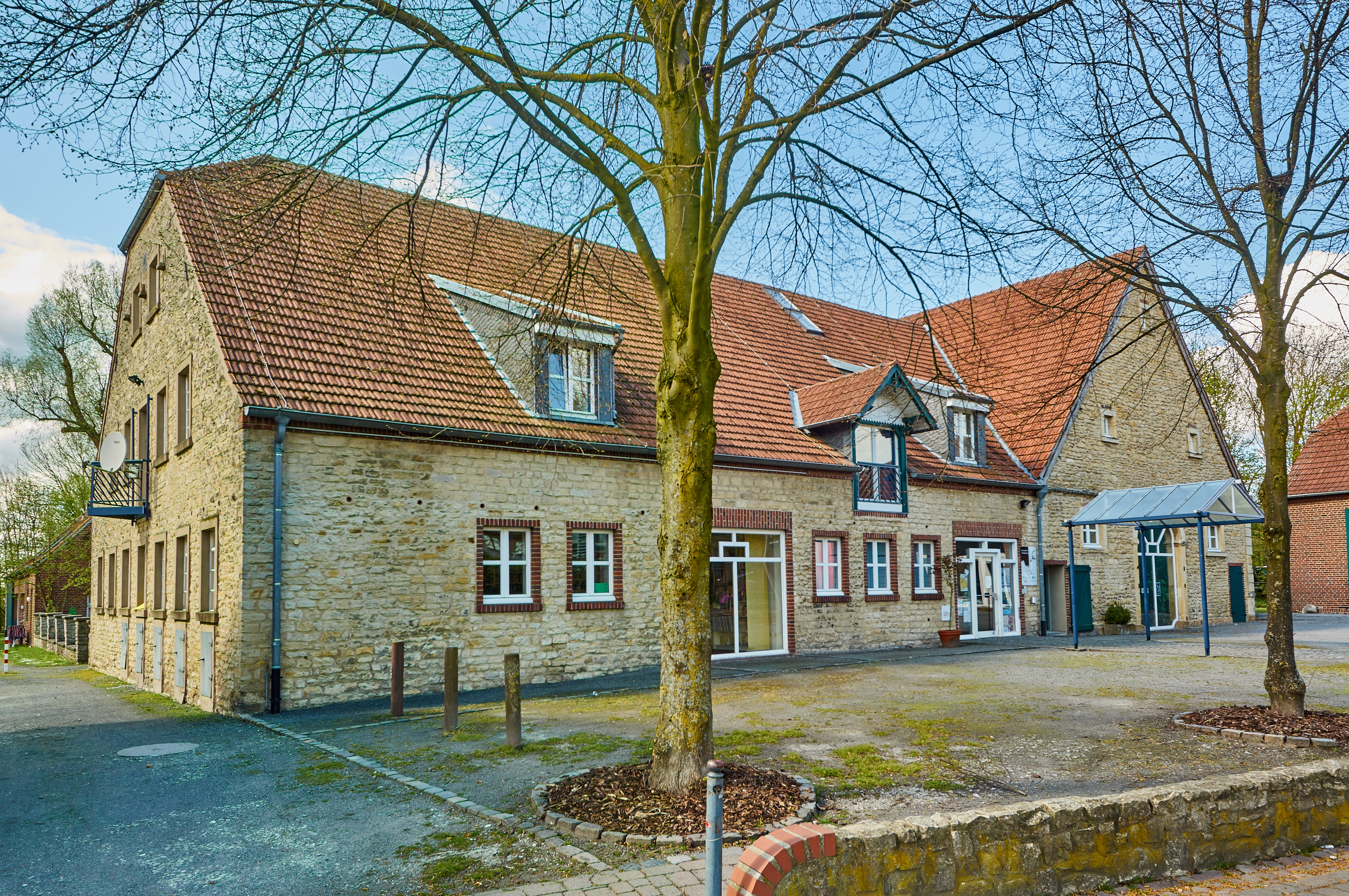
Künstlerdorf Schöppingen:Hof der Literaten
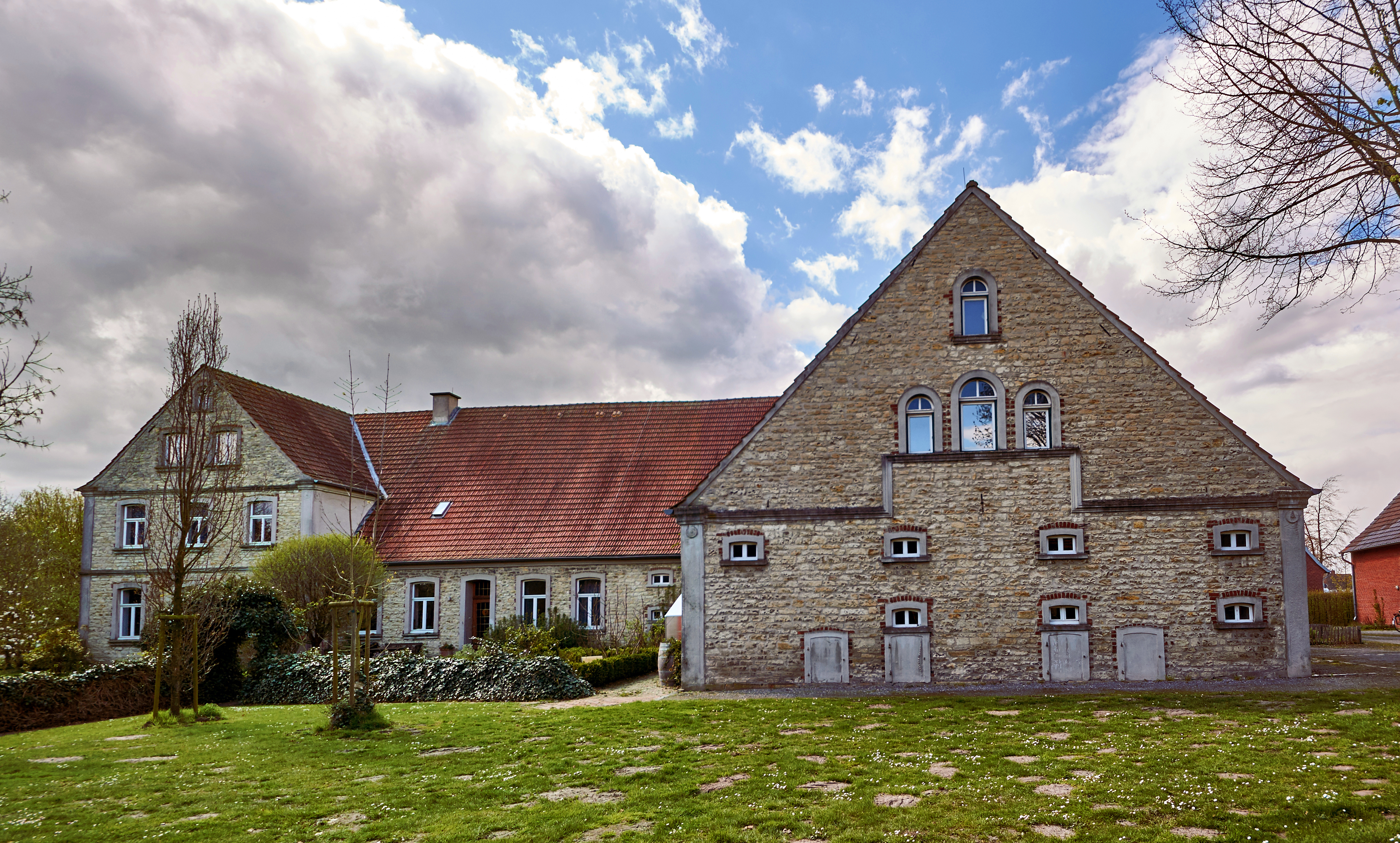
Künstlerdorf Schöppingen:Hof der bildenden Kunst

Sinds 1998 bestaat de door de deelstaat Noordrijn-Westfalen geïnitieerde Stiftung Künstlerdorf Schöppingen.
Deze verleent jaarlijks enige tientallen stipendia voor talentvolle kunstenaars uit de gehele wereld in uiteenlopende disciplines ( o.a. schilder-, video- en beeldhouwkunst, lichtkunst, maar ook moderne media, muziek en literatuur) en op het gebied van samengaan van kunst en wetenschap. De stipendia kunnen voor 12 maanden worden verkregen na het succesvol doorlopen van een sollicitatieprocedure. De kunstenaars wonen en werken dan in twee daarvoor tot woon- en atelierruimte verbouwde voormalige herenboerderijen in Schöppingen (zie afbeeldingen); zij hebben daar ook gelegenheid tot exposeren.  De meeste op deze wijze geselecteerde kunstenaars komen uit Duitsland zelf en de Volksrepubliek China.

## Belangrijke personen in relatie tot Schöppingen

### Geboren
- Heinrich van Ahaus (tussen 1369 en 1371- 1439), rooms-katholiek geestelijke, verspreider van de ideeën van de Moderne Devotie
- Heinrich Krechting (1501-1580), leider der Wederdopers in de periode 1534-1535, betrokken bij de Anabaptistische opstand in Münster
- Berend Krechting (kort voor 1500-1536), leider der Wederdopers in de periode 1534-1535,  betrokken bij de Anabaptistische opstand in Münster

## Foto's

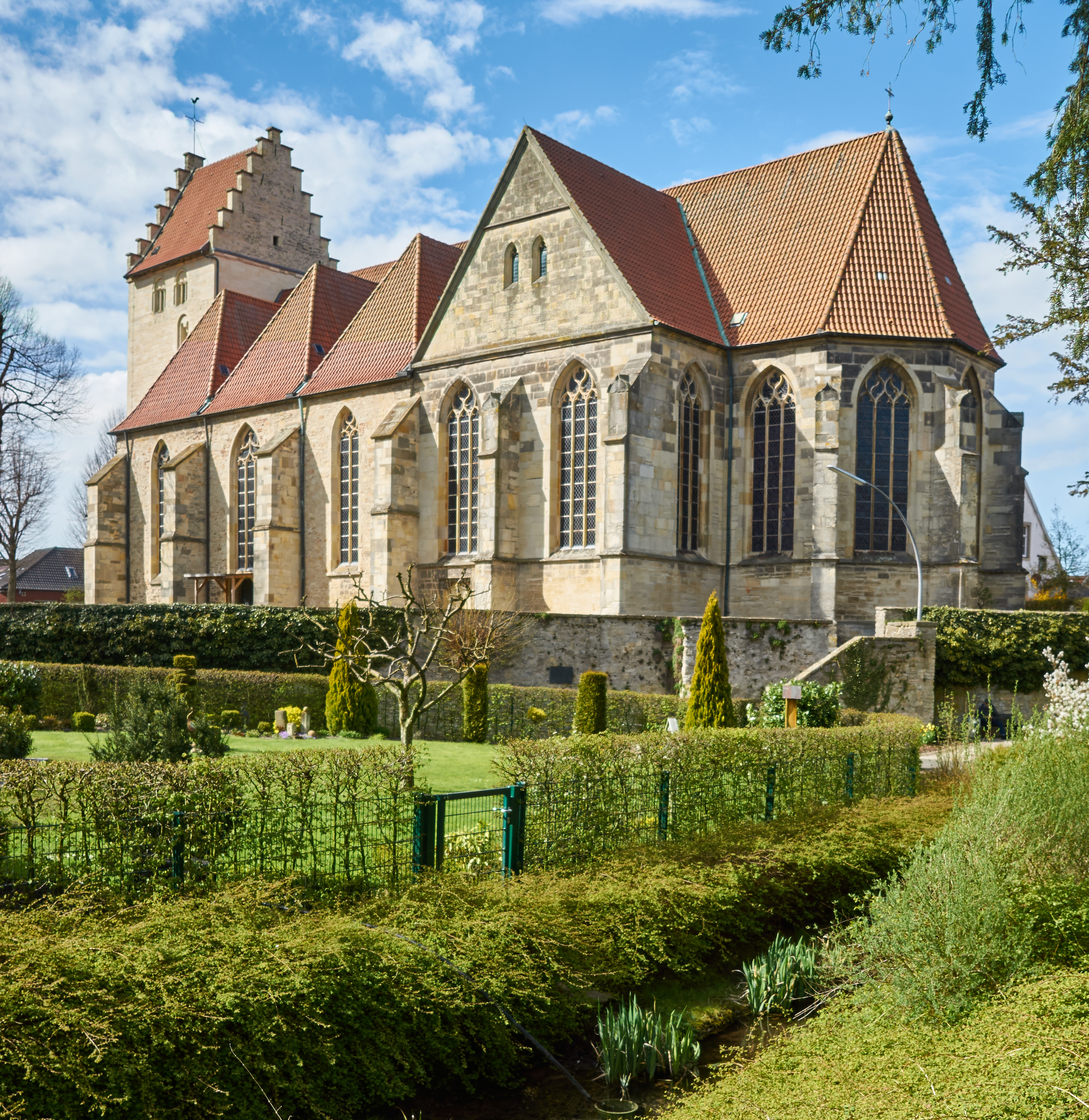
Schöppingen, St.Brictiuskerk
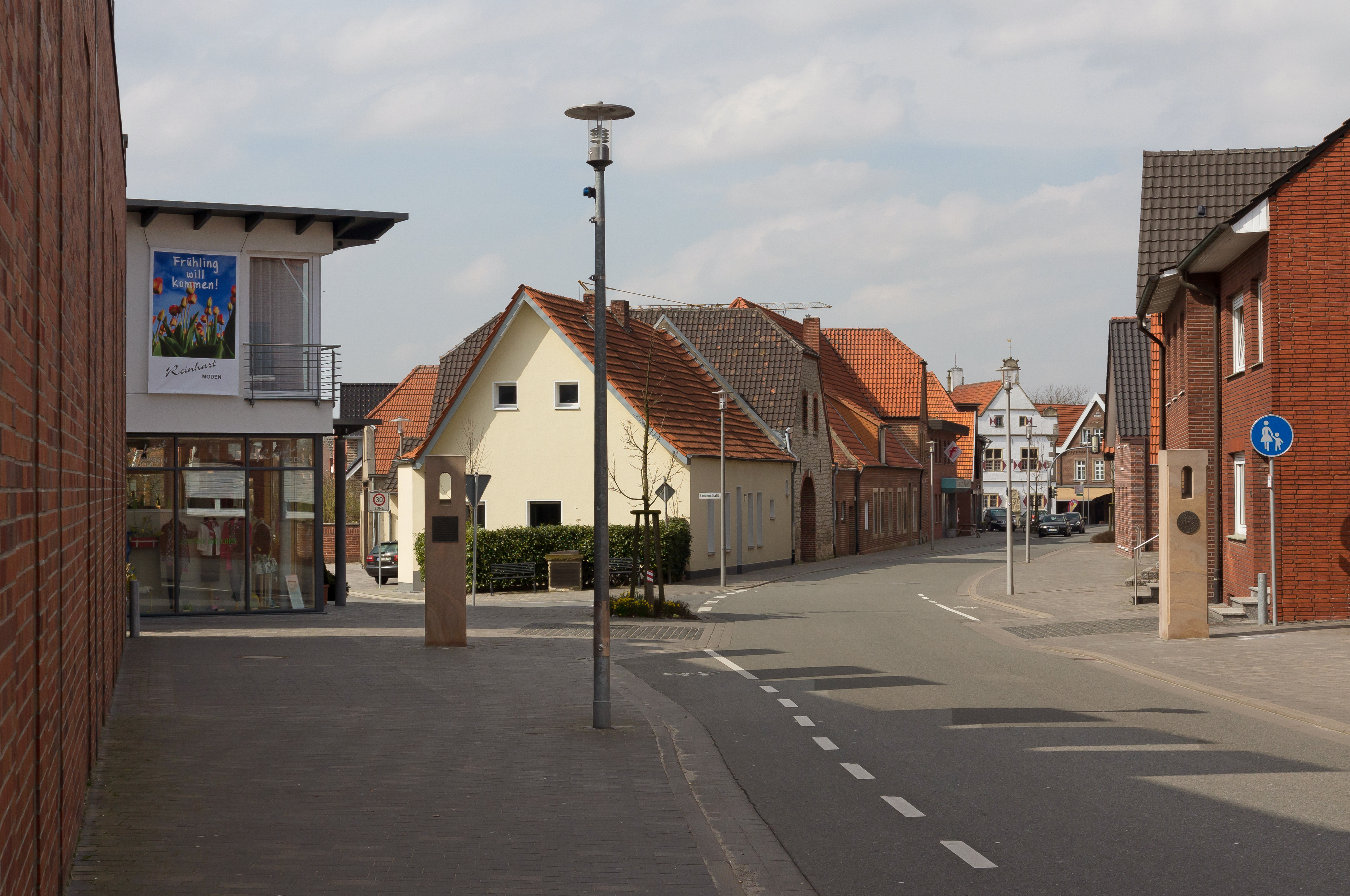
Schöppingen, kijkje in de Hauptstrasse bij de Lindenstrasse
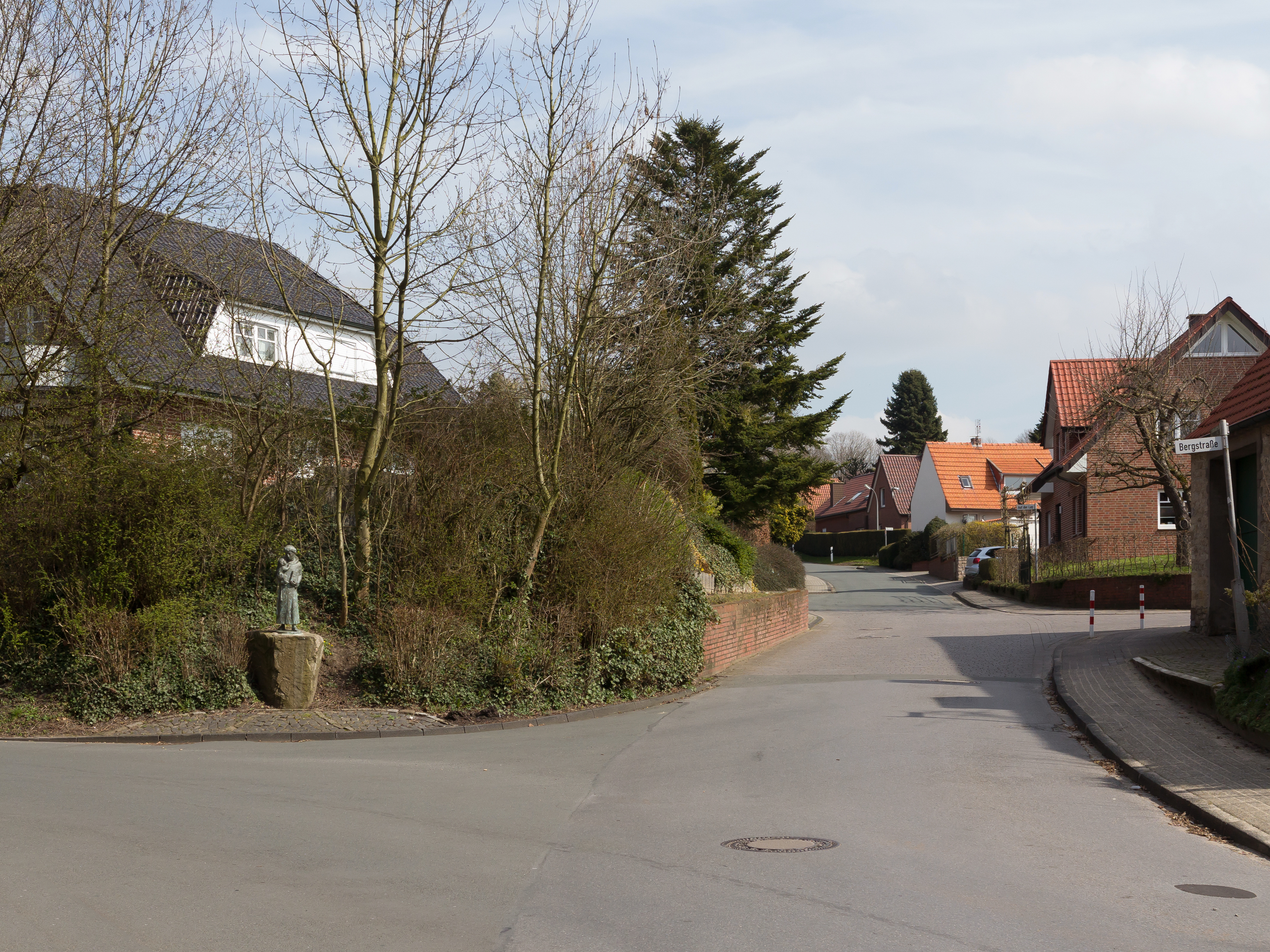
Schöppingen, kijkje in de Bergstrasse met sculptuur
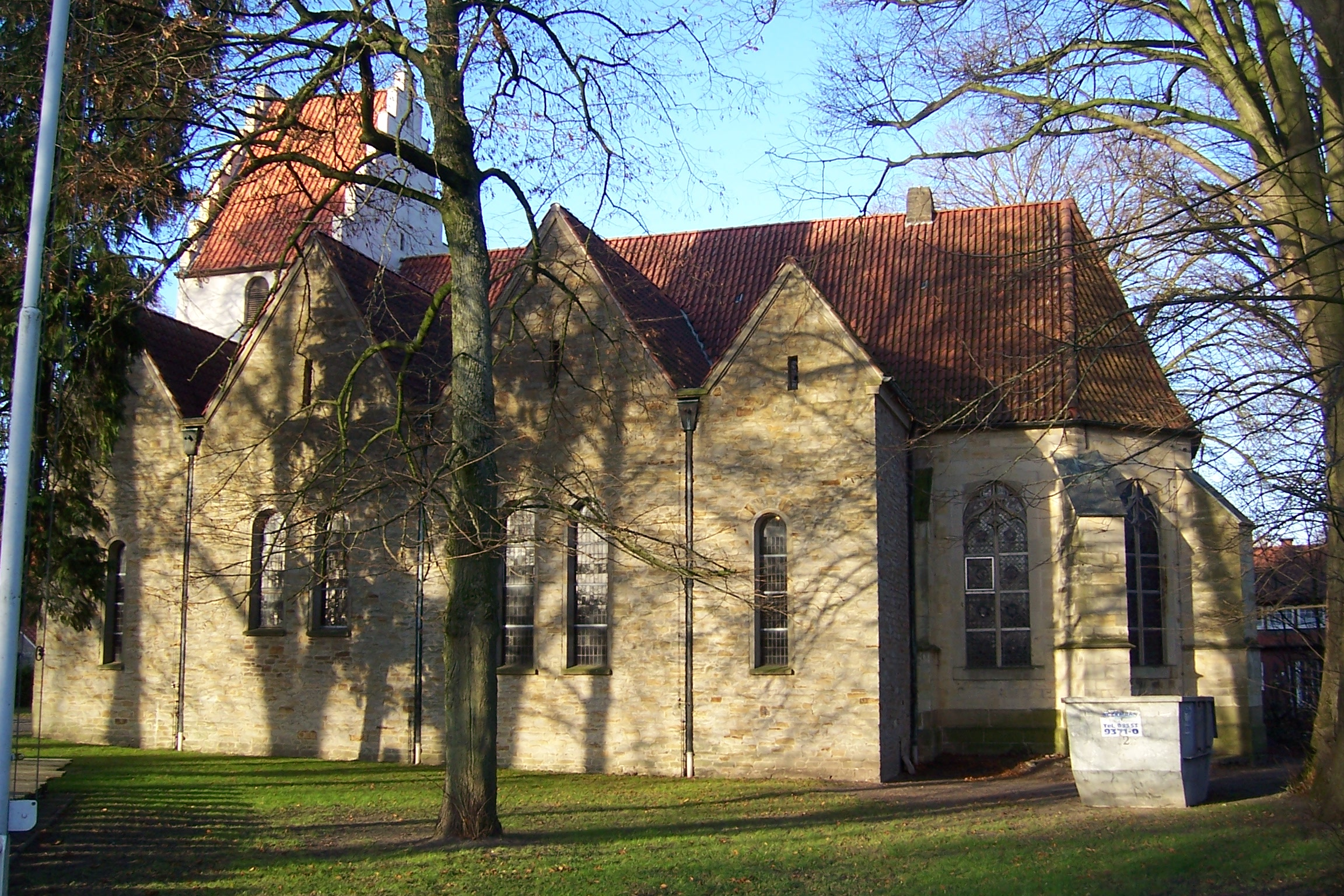
De Maria-Geboortekerk te Eggerode
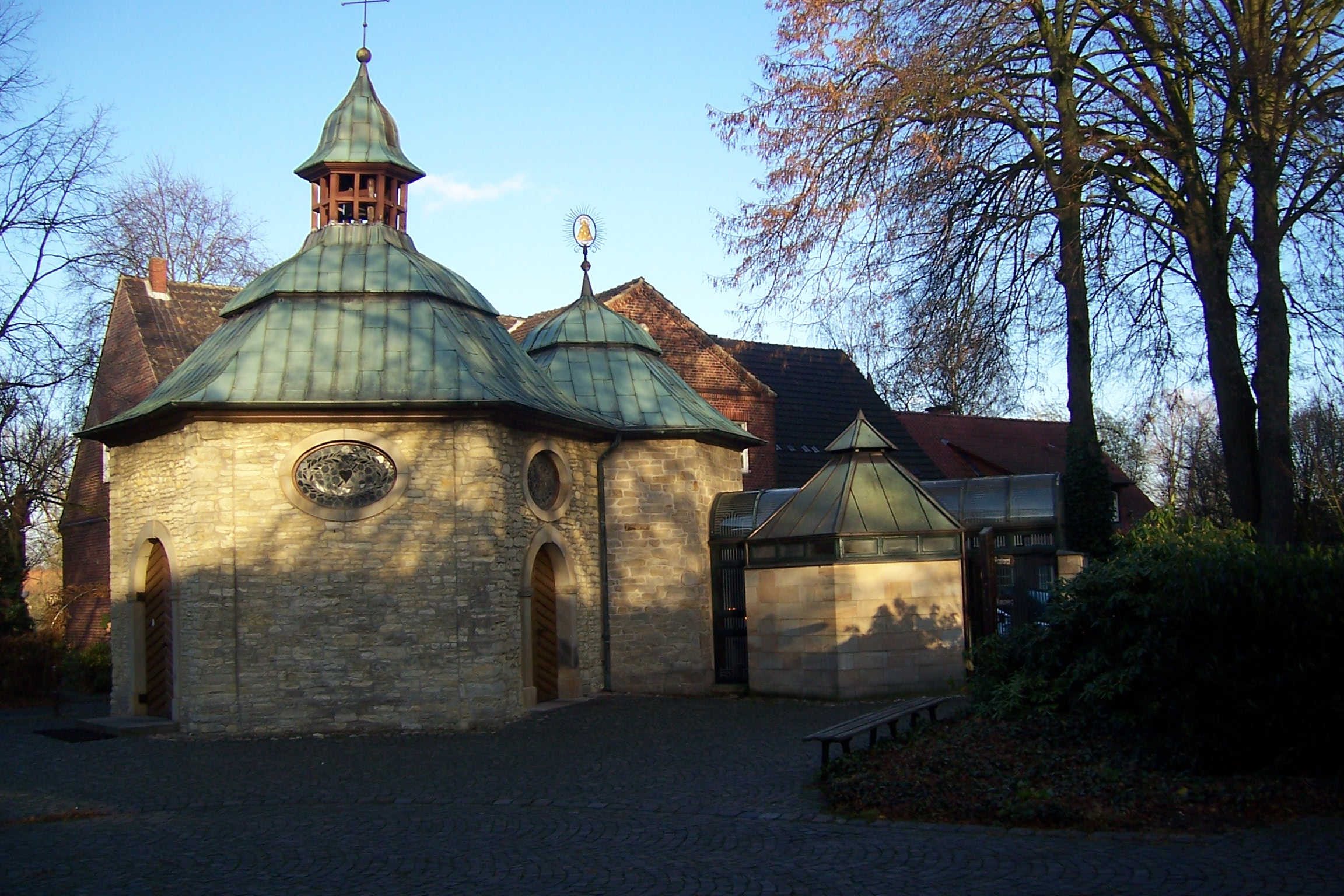
Eggerode, Bedevaartskapel (Gnadenkapelle)
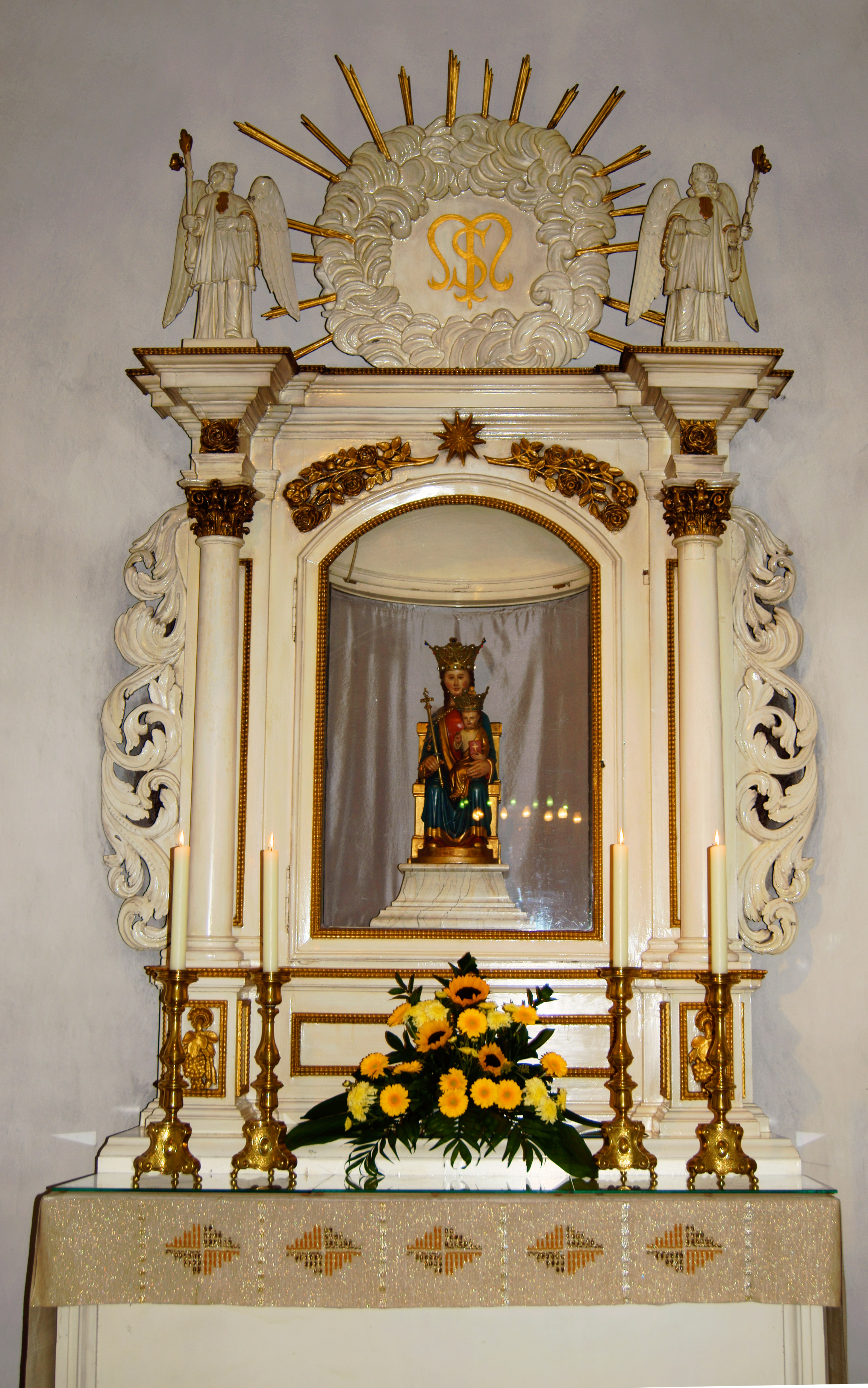
Het genadebeeld in de Gnadenkapelle
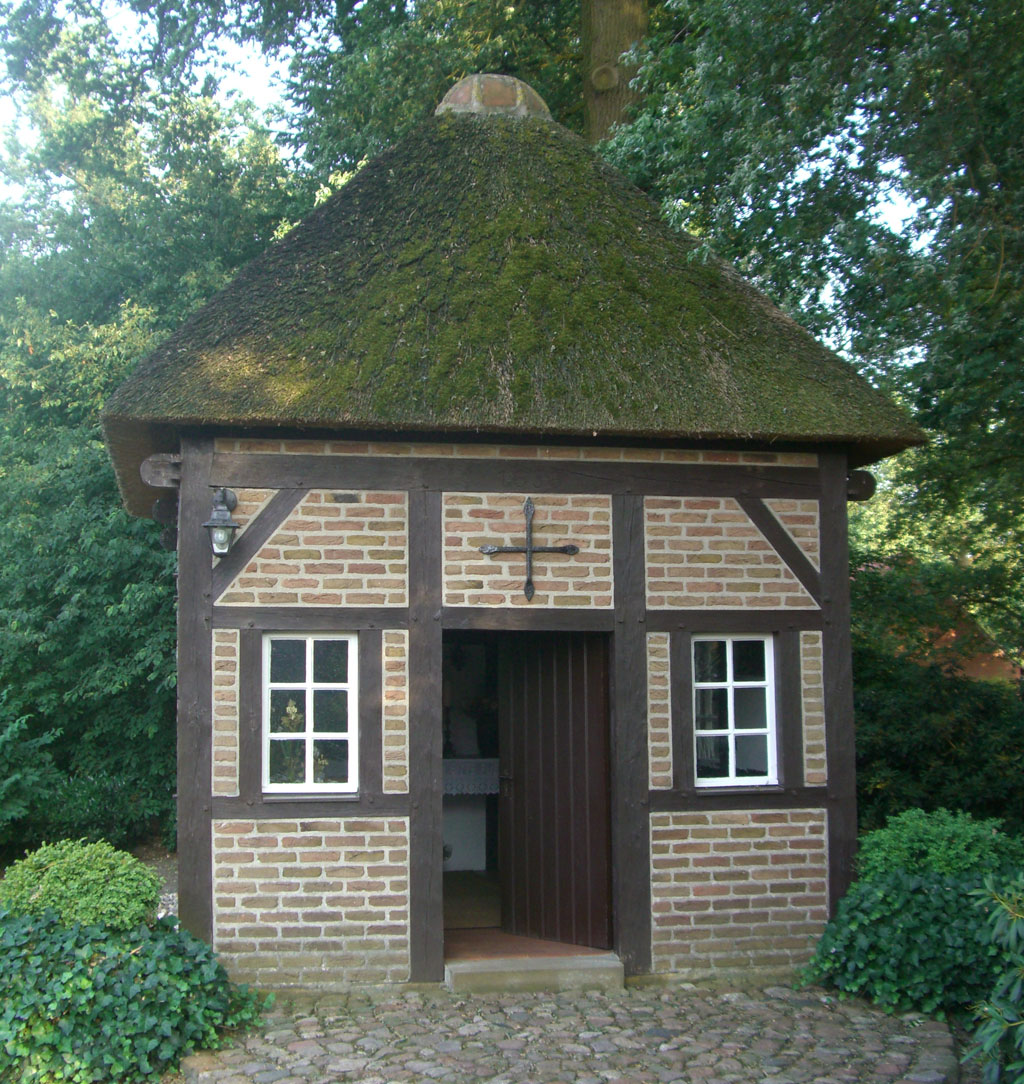
Pestkapel in Schöppingen-Gemen
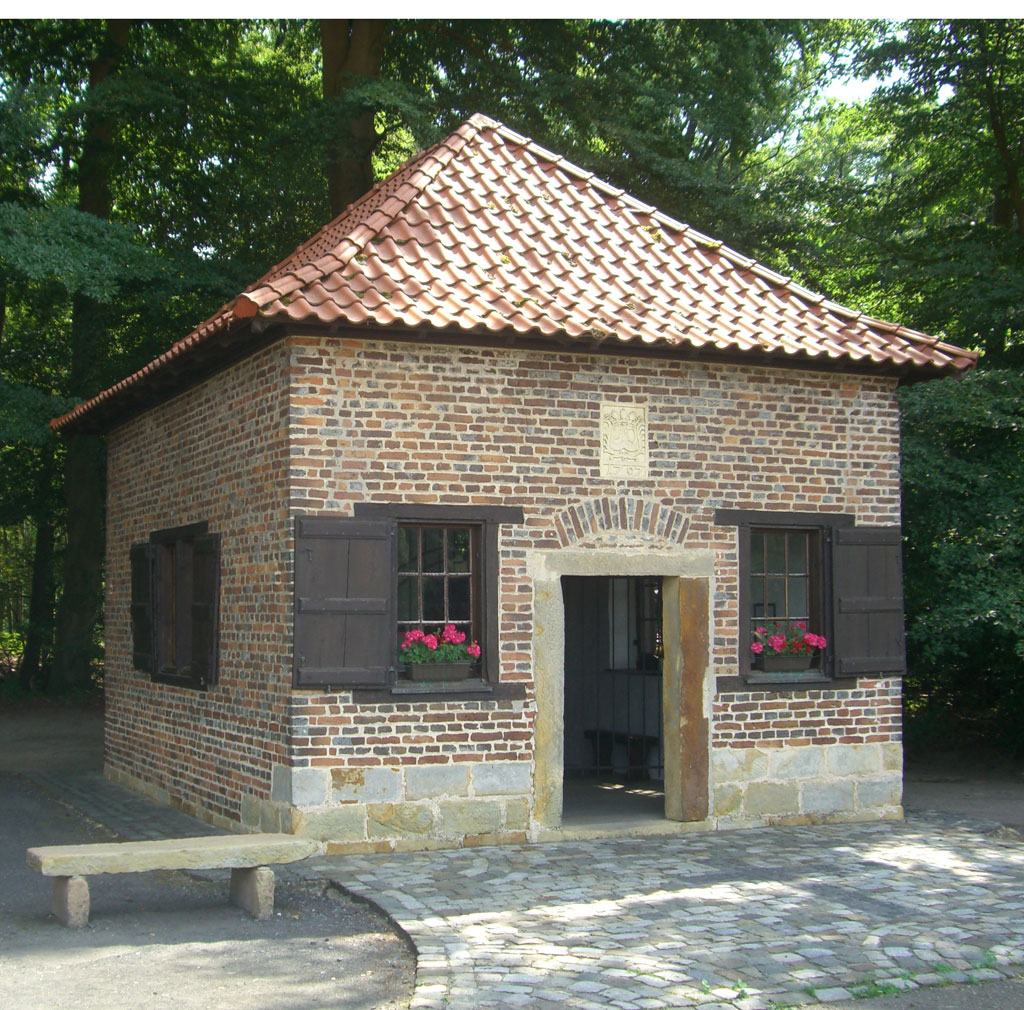
Kapel Schöppingen-Stockum
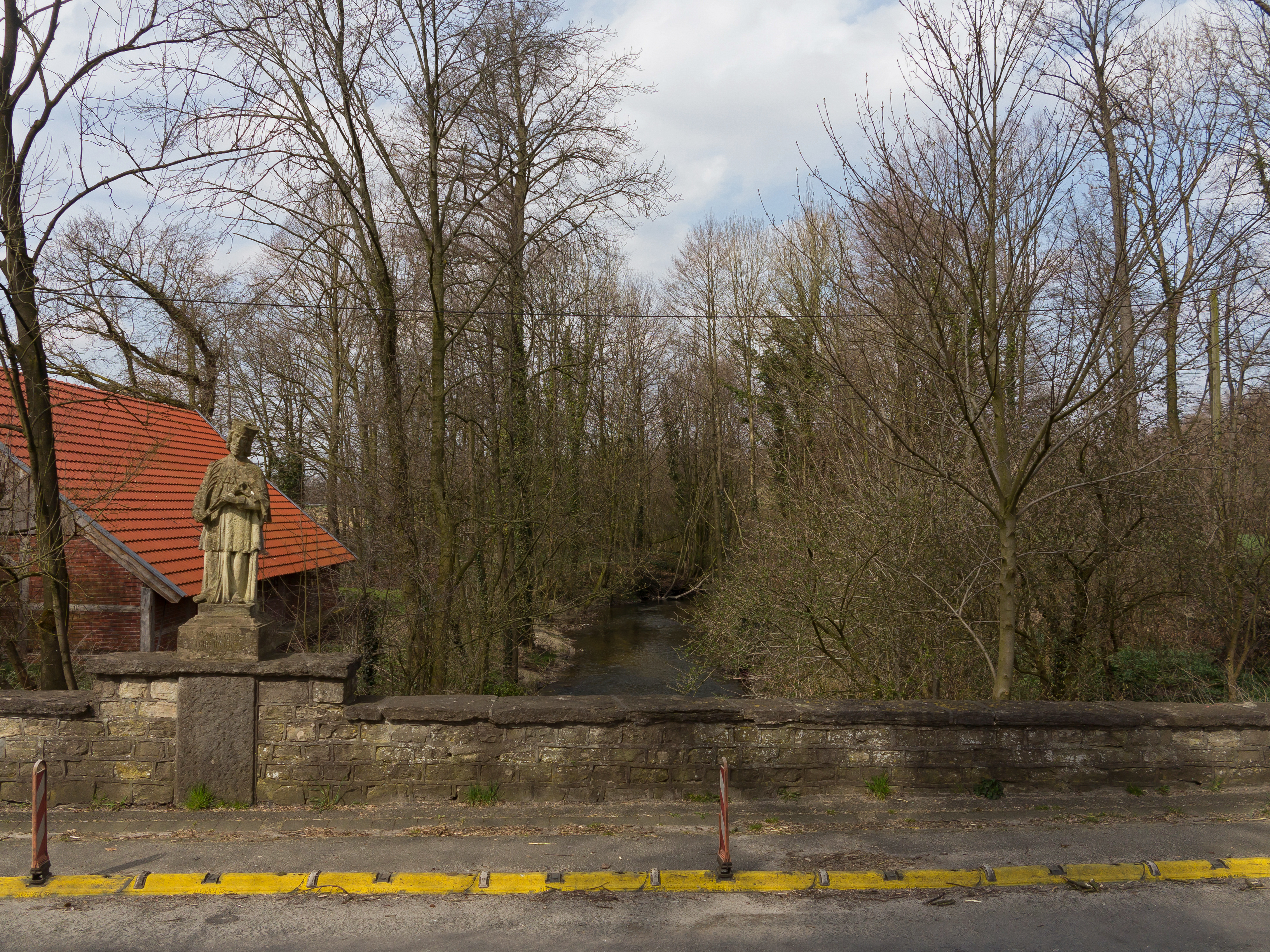
Tussen Schöppingen en Heek, standbeeld van  St. Johannes Nepomuk
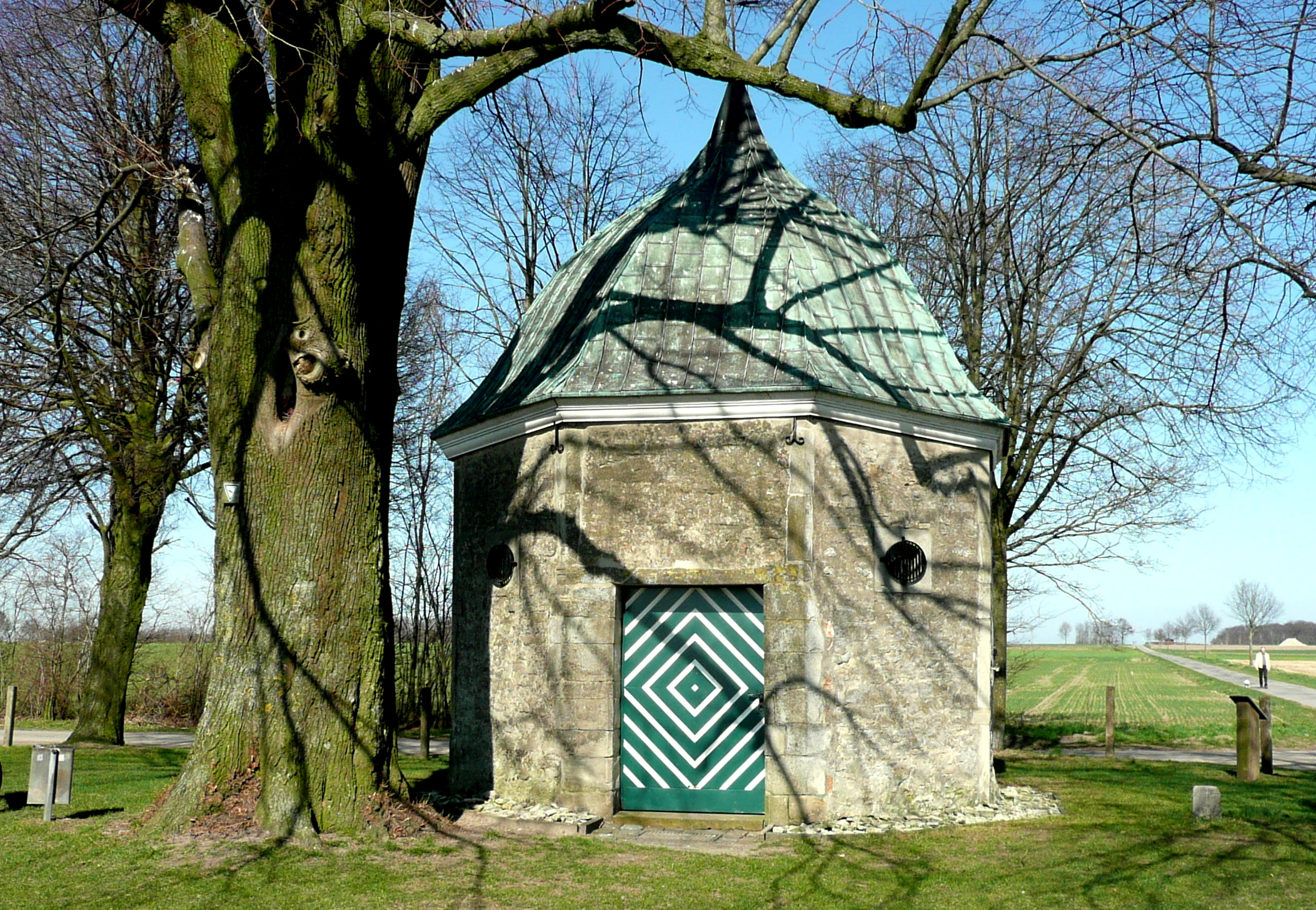
Kapel op de Schöppinger Berg
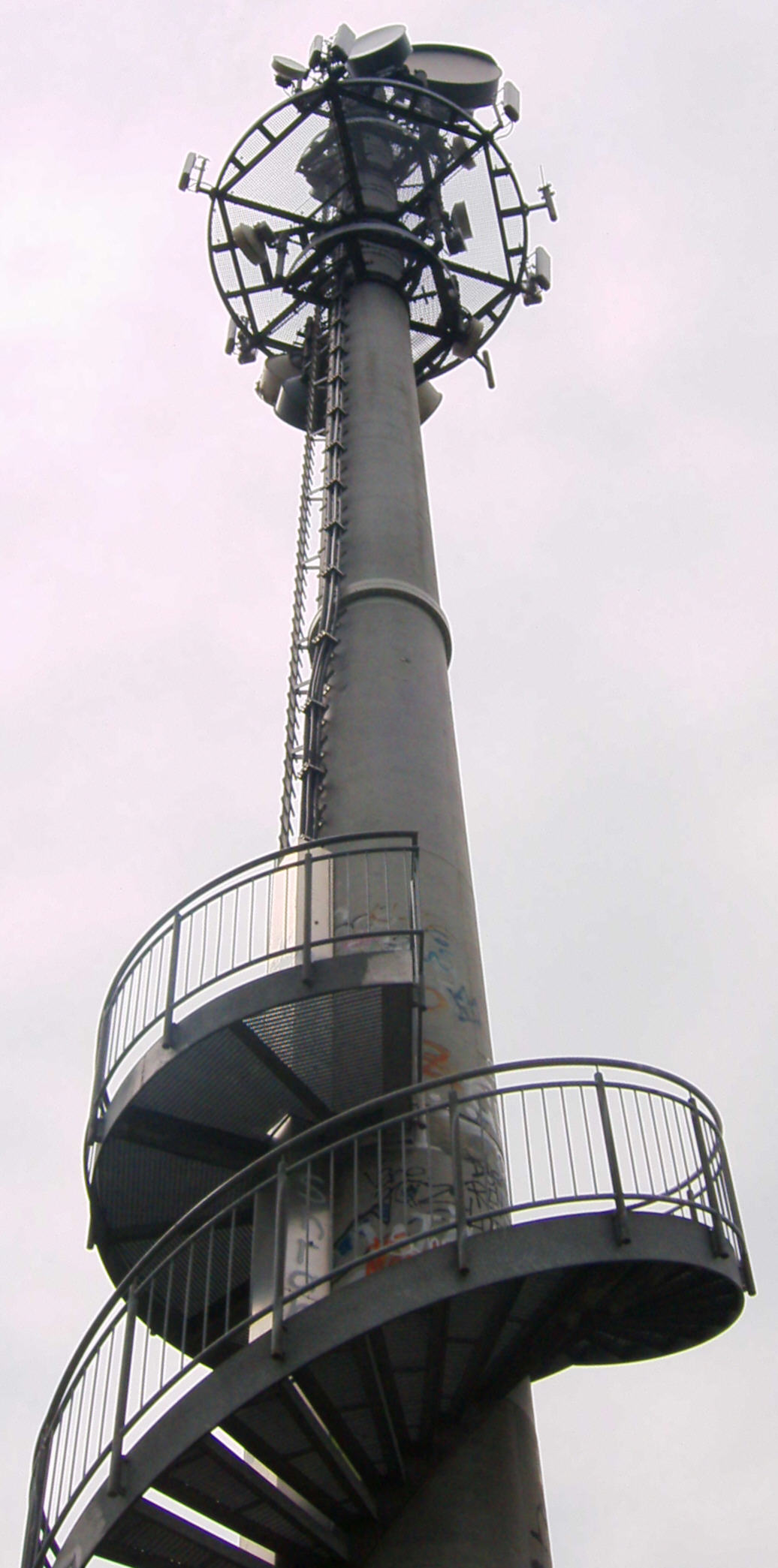
Zendmast voor mobiele telefonie op de Schöppinger Berg
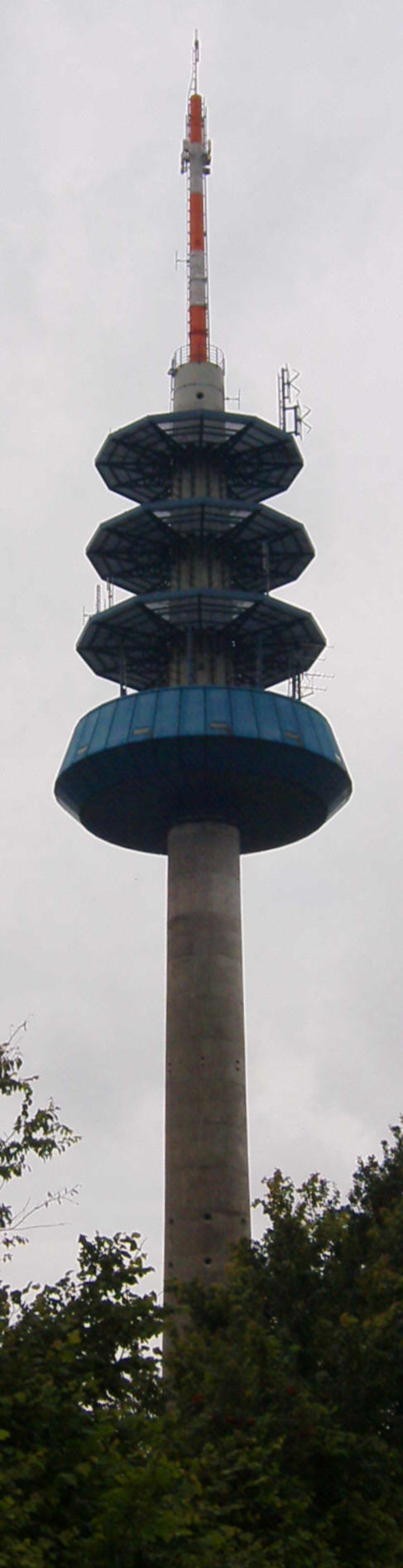
Radiozendmast op de Schöppinger Berg